# Al-Qaryatayn
Al-Qaryatayn (en arabe : القريتين, également écrit Karyatayn, Qaratin ou Cariatein) est une ville du centre de la Syrie, rattachée administrativement au gouvernorat de Homs. Située au sud-est de la ville de Homs et au sud-ouest de Palmyre, elle se trouve dans une oasis du désert syrien. Al-Qaryatayn est proche des localités de Furqlus (au nord), d'al-Riqama et de Dardaghan (au nord-ouest), de Mahin, Huwwarin et Sadad à l'ouest, de Qarah, Deir Atiyah et al-Nabk au sud-ouest et de Jayrud au sud. Le nom « Al-Qaryatayn » signifie « les deux villages ».
Selon le Bureau syrien des statistiques, la ville d’al-Qaryatayn avait une population de 14 208 habitants au recensement de 2004. C’est le chef-lieu administratif du canton (nahié) d’al-Qaryatayn qui est constitué de trois localités et avait une population totale de 16 795 habitants en 2004. Ses habitants étaient principalement musulmans sunnites et chrétiens syriaques (en) . Les chrétiens en ont été chassés par l'État Islamique en 2015.

## Histoire

### Antiquité
La ville d’al-Qaryatayn comporte beaucoup de bâtiments construits durant l’ère gréco-romaine, dont un important sanitarium connu sous le nom de Hamaam Balkis (« Bain de Sheba »). À l'époque romaine, la ville était une importante station thermale. Dans la ville se trouve également un bon nombre de colonnes corinthiennes et d’ornements de marbre datant de cette ère, lorsque la cité de Palmyre, située à une centaine de kilomètres d’al-Qaryatayn, était une ville prospère. La ville s'appelle alors Nazala : une inscription araméenne, datée de 146, est dédiée par cinq frères se présentant comme « Palmyréniens de Nazala ».  La divinité locale est connue comme le « Grand Dieu de Nazala ». Avant la conquête musulmane au VIIe siècle, les Arabes ghassanides, vassaux des Byzantins, ont une présence militaire dans la ville.

### Moyen Âge musulman
Lors de la conquête musulmane de la Syrie durant l’été de 634, les habitants d’al-Qaryatayn résistent à l’armée de Khalid ibn al-Walid. L’armée vainc et conquiert la ville (en) pour la piller avant de partir à la conquête des villes voisines. Sous le règne d’Abd Al-Malik et du califat des Omeyyades (646–705), son fils al-Walīd Ier fait d’al-Qaryatayn de quelques villes voisines une base d’opérations militaires. Al-Walīd II, qui laissera la réputation d'un calife corrompu, organise des fêtes au palais des Omeyyades à al-Qaryatayn durant sa courte période de règne (743-744).
À la fin de l’an 1104, le prince seldjoukide Suqman ibn Artuq meurt dans la ville d’al-Qaryatayn alors qu’il était en route pour Damas sur l'ordre du régent de cette ville, Zahir ad-Din Tughtekin. Le géographe arabe Yaqout al-Rumi visite al-Qaryatayn au début du XIIIe siècle et décrit la ville comme un « grand village appartenant à Hims, sur la route du désert. Il se situe entre Hims, Sukhnah et Arak… Il est à deux pas de Tadmor [Palmyre] ». Il écrit également que tous les habitants de la ville sont des chrétiens. En 1260, une brigade de 10 000 hommes de l’armée mongole attaque la ville et ses alentours. Plus tard la même année, des troupes de mamelouks dirigées par l’émir Salar repoussent des troupes mongoles vers al-Qaryatayn .

### Époque  ottomane
Au XIXe siècle, l’économie d’al-Qaryatayn, dépendante des caravanes de chameaux, décline sensiblement à cause des avancées techniques effectuées dans le domaine des transports, notamment à cause de l’apparition du train et du bateau à vapeur. Cela a notamment réduit le nombre de pèlerins allant à la Mecque cherchant des guides ou des moyens de transports à al-Qaryatayn. Au milieu du XIXe siècle, sous le règne du gouverneur égyptien de Syrie Ibrahim Pacha, al-Qaryatayn est un petit village composé de maisons faites de briques de terre crue. 
Dans les années 1850, al-Qaryatayn est décrit comme un « grand village » dont les deux-tiers des habitants sont des musulmans et le reste des chrétiens. La plupart des chrétiens de la ville étaient des syriaques, mais certains se convertissaient au catholicisme selon une tendance répandue à l’époque chez les chrétiens de Syrie.
Au cours d'une visite de la ville en 1913, le voyageur américain Lewis Gatson décrit al-Qaryatayn comme un « village sordide ». Au début du XXe siècle, la voyageuse britannique Gertrude Bell remarque que le plus grand brigand syrien de l’époque, Fayyad Agha (peut-être Ahmed bin Fayyad), vivait à al-Qaryatayn.

### Guerre civile syrienne
Pendant la guerre civile syrienne, qui débute en mars 2011, la ville d’al-Qaryatayn reste relativement neutre la plupart du temps. Les anciens de la ville concluent des accords avec les forces gouvernementales et rebelles en assurant que ses hommes ne s’impliqueraient pas dans le conflit. Cependant, la situation de la ville est stratégique, car elle se trouve à un carrefour entre le nord et le sud du pays. Al-Qaryatayn sert pendant plusieurs années de point de passage entre les deux parties. Les rebelles font passer des armes depuis le nord jusqu’à Damas, alors que le gouvernement l'utilise pour renforcer et réapprovisionner ses troupes dans le nord et l’ouest du pays . La ville est également fréquentée par les transfuges de l'armée syrienne qui proviennent des quatre coins du pays.
La ville est prise par l'État islamique la nuit du 5 au 6 août 2015. Le 21 août, le monastère de Mar Elian, fondé au VIe siècle, est détruit à coup de bulldozer.
Après la prise de Palmyre, le 27 mars 2016, l'armée syrienne s'avance vers Al-Qaryatayn. Les troupes de l'État islamique en sont délogées, le 3 avril, par l'armée syrienne appuyée par des hélicoptères russes,. 
Le 1er octobre 2017, après une offensive surprise, l'État islamique reprend la ville et au moins une centaine d'habitants sont tués par les djihadistes lors du massacre d'al-Qaryatayn avant que le régime ne la reprenne à son tour le 21 octobre.